# Крокетт (округ, Теннессі)
Шаблон:StateAbbr_ 35°49′ пн. ш. 89°08′ зх. д. / 35.81° пн. ш. 89.13° зх. д.
Округ  Крокетт (англ. Crockett County) — округ (графство) у штаті  Теннессі, США. Ідентифікатор округу 47033.

## Історія
Округ утворений 1871 року.

## Демографія
За даними перепису 2000 року загальне населення округу становило 14532 осіб, усе сільське. Серед мешканців округу чоловіків було 7016, а жінок — 7516. В окрузі було 5632 домогосподарства, 4065 родин, які мешкали в 6138 будинках. Середній розмір родини становив 3,01.
Віковий розподіл населення поданий у таблиці:
| Стать    | До 15 років | 15-21 | 22-29 | 30-39 | 40-49 | 50-65 | 65-85 | Понад 85 |
| -------- | ----------- | ----- | ----- | ----- | ----- | ----- | ----- | -------- |
| Чоловіки | 1512        | 684   | 718   | 1052  | 1021  | 1126  | 809   | 94       |
| Жінки    | 1495        | 678   | 687   | 1066  | 986   | 1218  | 1128  | 258      |

## Суміжні округи
- Ґібсон — північний схід
- Медісон — південний схід
- Гейвуд — південь
- Лодердейл — захід
- Даєр — північний захід

## Виноски
1. ↑  U.S. Decennial Census. United States Census Bureau. Архів оригіналу за 26 квітня 2015. Процитовано 2 квітня 2015.
2. ↑  Historical Census Browser. University of Virginia Library. Архів оригіналу за 11 серпня 2012. Процитовано 2 квітня 2015.
3. ↑  Forstall, Richard L., ред. (27 березня 1995). Population of Counties by Decennial Census: 1900 to 1990. United States Census Bureau. Архів оригіналу за 21 лютого 2015. Процитовано 2 квітня 2015.
4. ↑  Census 2000 PHC-T-4. Ranking Tables for Counties: 1990 and 2000 (PDF). United States Census Bureau. 2 квітня 2001. Архів оригіналу (PDF) за 18 грудня 2014. Процитовано 2 квітня 2015.
5. ↑  State & County QuickFacts. United States Census Bureau. Архів оригіналу за 24 грудня 2015. Процитовано 29 листопада 2013.(англ.) Наведено за англійською вікіпедією.
6. ↑  American FactFinder. Бюро перепису населення США. Архів оригіналу за 29 липня 2011. Процитовано 31 січня 2008.

| США | Це незавершена стаття з географії США. Ви можете допомогти проєкту, виправивши або дописавши її. |